# 2020년 오아하카주 지진
2020년 오아하카주 지진은 2020년 6월 23일 10:29분 멕시코 오아하카주에서 일어난 규모 7.4의 지진이다. 진앙지는 산타 마리아 자포티틀란에서 남서쪽으로 12km 정도 떨어진 곳이다. 300회의 여진이 발생한 이 지진은 멕시코 남부와 중부뿐만 아니라 과테말라에서도 감지되었다. 멕시코 남부, 엘살바도르, 과테말라, 온두라스에는 쓰나미 경보가 발령되었다. 멕시코시티에선 거리와 건물이 흔들렸고, 2017년 푸에블라 지진으로 피해를 입었던 건물 3채와 1층 거주지를 포함해 최소 14채의 건물이 피해를 입었다. 또 640여 km가 떨어진 곳에서도 진동이 감지되었으며, 약 4천 9백만 명의 사람들이 진동을 느꼈다.

## 같이 보기
- 2020년 지진
- 멕시코의 지진 목록